# 岐阜基地
座標: 北緯35度23分42.04秒 東経136度52分18.05秒 / 北緯35.3950111度 東経136.8716806度

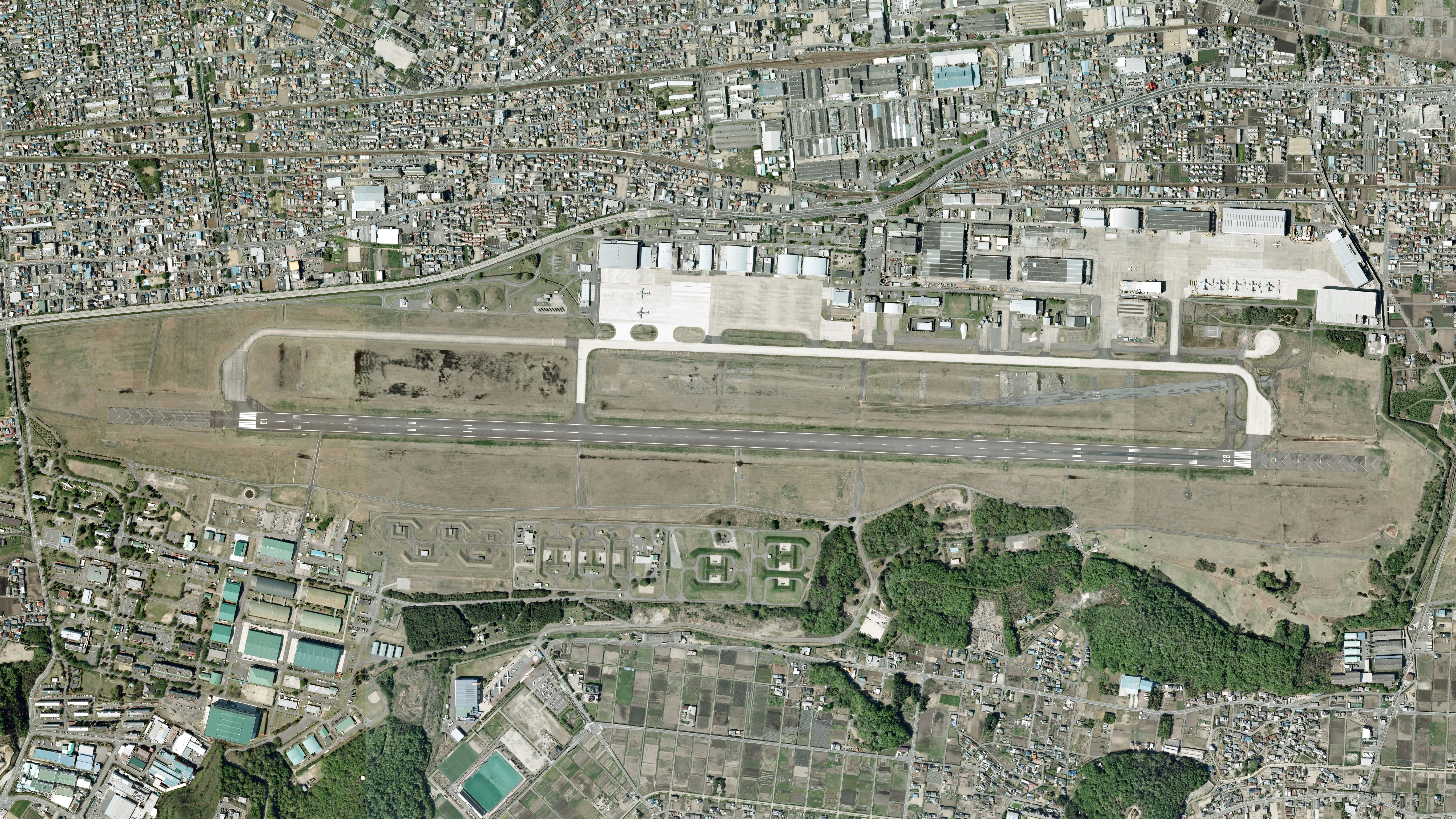
岐阜基地（各務原飛行場）の空中写真（2008年）

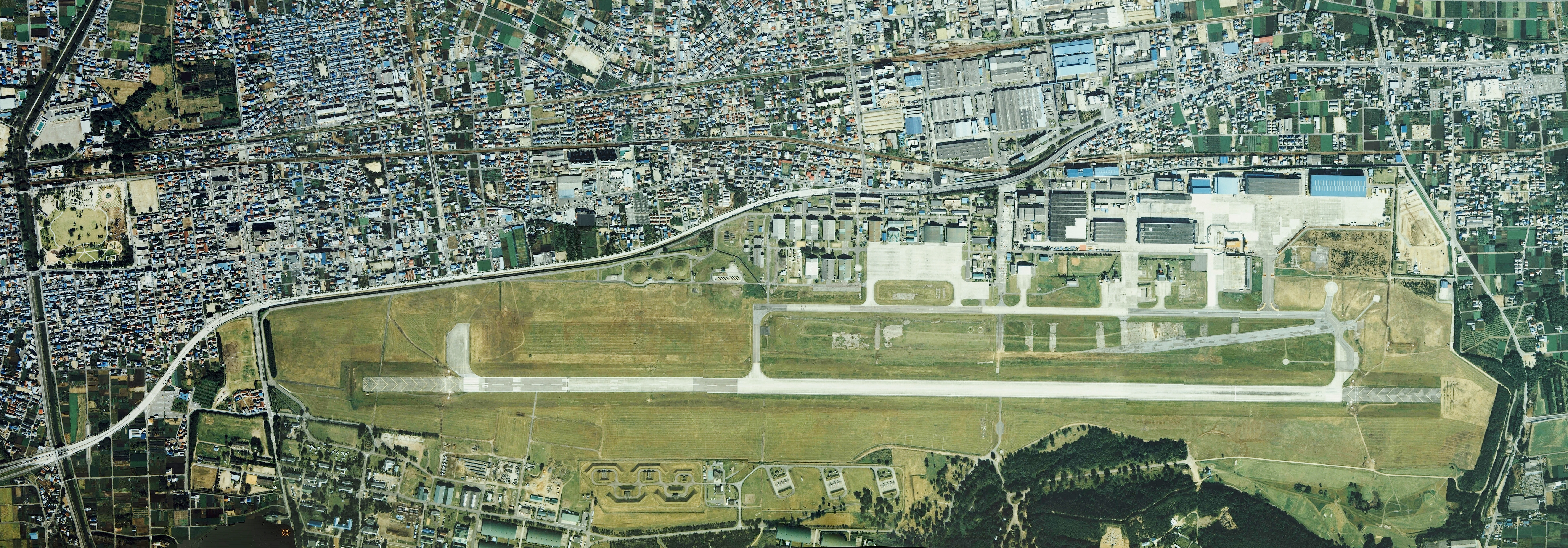
岐阜基地付近の空中写真。（1987年（昭和62年）撮影の4枚を合成作成）

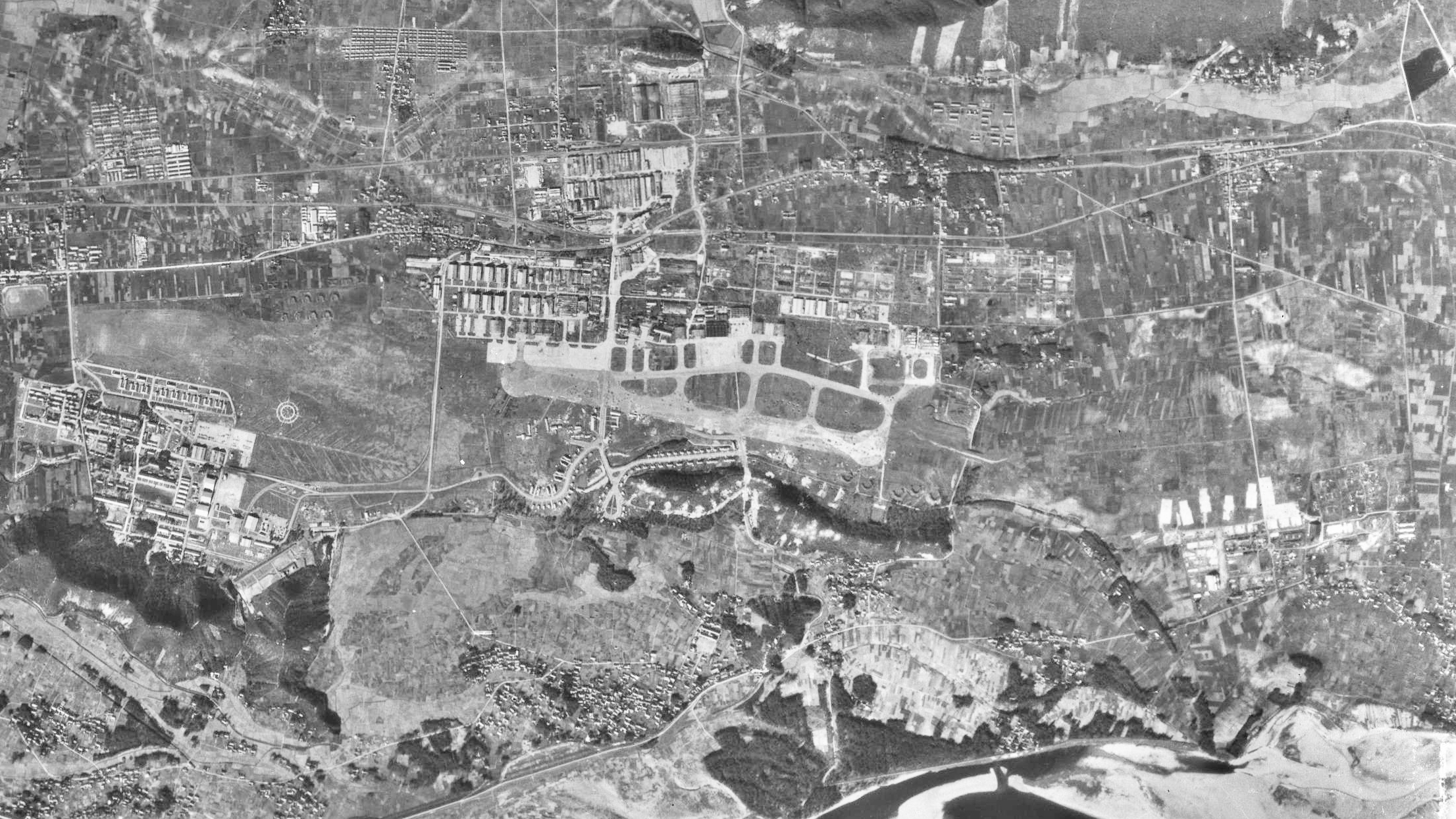
旧各務原陸軍飛行場（1947年）
飛行場東側は陸軍岐阜飛行学校跡地である。

岐阜基地（ぎふきち、JASDF Gifu Airbase）は、岐阜県各務原市那加官有地無番地に所在する航空自衛隊の基地、軍用飛行場。日本国内に現存する飛行場では最も長い歴史を持つ。
基地司令は第2補給処長が兼務する。

## 概要
岐阜県各務原市（旧・稲葉郡那加町）に立地し、北陸・東海・近畿の2府10県を代表する航空自衛隊の中核拠点。
航空自衛隊第2補給処業務部衛生課診療所も基地内にあり、基地の衛生業務や隊員等の医療を行なっている。
岐阜県内唯一の航空管制・無線保安設備を設けた飛行場であり、岐阜基地内の東側端エリアに専用のヘリポートやハンガーもあるため、岐阜県警察航空隊はこの施設を県警航空隊・防災ヘリの基地として利用している。日本国内では数少ない、ほぼ東西に滑走路が延びた飛行場である（滑走路番号は10/28）。
航空自衛隊で運用する航空機等の装備品に関する試験を行う部隊、飛行開発実験団を擁している。そのため航空自衛隊が運用する機種の大部分が配備されており、秋の航空祭では異機種混合飛行が見ることができるため、多くのファンが訪れる。
防衛装備庁岐阜試験場、川崎重工業岐阜工場（旧・川崎航空機）があり、飛行開発実験団の拠点という特性上、基地内部には航空機強度試験場などの各種実験装置を有する。2004年6月には川崎重工最大のハンガーが基地近くに完成しており、C-2およびP-1の開発､試験も行われ、2020年にはC-2輸出対応で不整地運用試験のため通常滑走路の北側に平行して不整地を見立てた滑走区域を設置試験し、C-2不整地運用能力を実証した。2021年現在、両機が量産されている。1986年まではバス車体を製造する川重車体工業（現・ジェイ・バス）も隣接地にあった。
また、2017年7月以降は予約制で「広報館」を公開しており、旧日本陸軍の遺品や零戦返却の写真を展示している。
伊吹山からの西風が離陸に適しているため、各務原飛行場開設から現在までに74機もの航空機の初飛行が行われている。初飛行した航空機は以下の通り。
- 九試単座戦闘機（九六艦戦試作機）
- 十二試艦上戦闘機（零戦試作機）
- キ61試作戦闘機（三式戦試作機）
- KAL-1連絡機
- KAT-1連絡機

## 沿革

### 旧帝國陸軍基地（1876年 - 1945年）
- 1876年（明治9年） - 陸軍第3師団砲兵演習場として設置
- 1917年（大正6年） - 各務原陸軍飛行場を開設
- 1918年（大正7年） - 所沢陸軍飛行場より航空第2大隊を移して設置

### 米軍基地（1945年 - 1958年）
- 1945年（昭和20年） - 第二次世界大戦敗戦によりアメリカ軍が進駐開始
  - 10月 - アメリカ軍鉄道司令部の命令により、専用線の敷設工事が行われる[6]。
- 1946年（昭和21年）10月 - 旧滑走路を越えて補給部への専用線が完成[6]。「核・生物・化学学校」が置かれていた[7]。
- 1957年（昭和32年） - アメリカから基地一部返還。

### 航空自衛隊基地（1958年 - ）
- 1957年（昭和32年）
  - 1月28日 - 臨時岐阜補給隊が木更津から移動。
  - 3月31日 - 実験航空隊が浜松基地から移動。
  - 8月1日 - 技術研究所航空機試験場が移動[8]（移転後、岐阜試験場）
  - 時期不明 - 航空警務隊の岐阜地方警務隊と岐阜気象隊編成
- 1958年（昭和33年）
  - 1月10日 - 臨時岐阜補給隊が廃止。航空自衛隊第2補給処が新編。
  - 3月25日 - 航空自衛隊整備学校分校が開設。
  - 6月16日 - アメリカから基地の全面返還が完了。
  - 時期不明 - 岐阜管制隊編成。基地内専用線が廃止[6]。
- 1959年（昭和34年）6月1日 - 整備学校分校が航空自衛隊第3術科学校に改編。
- 1961年（昭和36年）3月1日 - 第3術科学校が芦屋基地に移転。
- 1962年（昭和37年）1月18日 - 航空自衛隊岐阜病院が開設[9]。
- 1972年（昭和47年）3月31日 - 臨時第4高射群が新編。
- 1973年（昭和48年）10月16日 - 臨時第4高射群が第4高射群に改編。
- 1974年（昭和49年）4月11日 - 実験航空隊が廃止。航空実験団新編。
- 1988年（昭和63年） - 厚生施設として使用するため、 日米地位協定第2条第4項（b）の適用施設・区域（一時共同使用）として在日米海軍に提供される（施設・区域名: 岐阜飛行場、Gifu Air Base, FAC 4165）[10]。
- 1989年（平成元年）3月16日 - 航空実験団が航空開発実験集団隷下の飛行開発実験団に改編。
- 2015年（平成27年）10月1日 - 技術研究本部岐阜試験場が防衛装備庁岐阜試験場となる。
- 2017年（平成29年） - 各務原陸軍飛行場開設から100年を迎える。
- 2022年（令和4年） 3月17日 - 自衛隊入間病院（入間基地）開設に伴い、自衛隊岐阜病院を廃止し、第2補給処業務部衛生課を設置[11][12]。
- 2022年度（令和4年度）3月 - 第4高射群が第1高射群と統合し中部高射群へ改編[13]。

## 航空管制
北陸3県、東海3県、近畿2府4県を管轄。
| 種類         | 周波数                                   |
| ------------ | ---------------------------------------- |
| GND          | 275.8MHz                                 |
| TWR          | 120.1MHz 122MHz 126.2MHz 236.8MHz 307MHz |
| NAGOYA GCA   | 119.9MHz 239.3MHz 335.6MHz               |
| CENTRAIR APP | 119.175MHz 121.05MHz 228.4MHz 245.3MHz   |
| CENTRAIR DEP | 120.225MHz 227.2MHz                      |
| RESCUE       | 123.1MHz 247MHz                          |

## 航空保安無線施設
| 局名 | 種類  | 周波数    | 識別信号 |
| ---- | ----- | --------- | -------- |
| 岐阜 | TACAN | 1146.0MHz | GFT      |

※ 運用時間は24時間

## 配置部隊等

### 航空自衛隊
補給本部隷下
- 第2補給処（処長は基地司令を兼務）

航空開発実験集団隷下
- 飛行開発実験団（ADTW）

主な保有機
- F-2（試作機の4機と量産型2機、現在は新装備の空中実験に供されている）
- F-15J
- T-4（初号機を含む試作機全機のほか通常の量産型も保有し、テストパイロットの育成にも用いられる）
- T-7
- C-1（XP-1用の新型エンジンをはじめ各種テストベッド機として用いられるC-1FTBを保有）

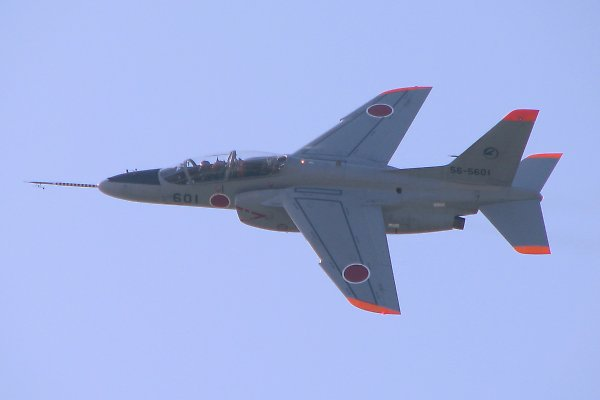
飛行開発実験団のT-4（試作1号機）垂直尾翼に実験団のマークがうかがえる
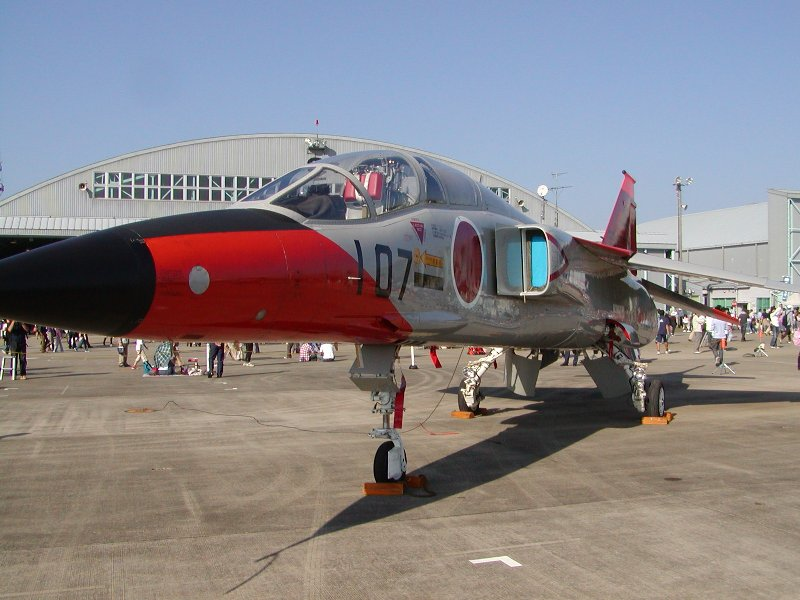
最後まで残っていたT-2 #107（特別仕様機）
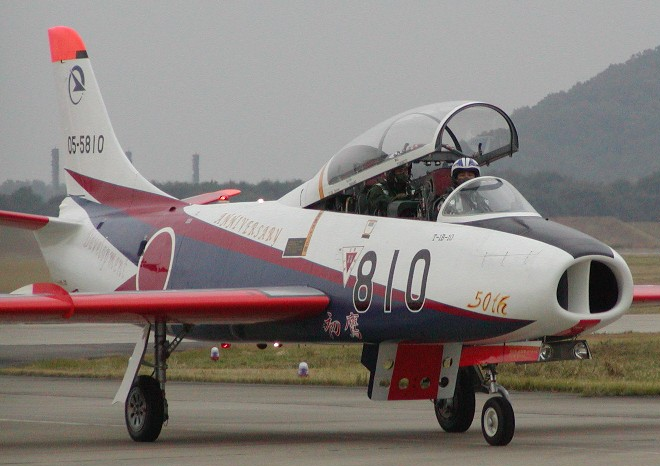
最後まで残ったT-1 #810（岐阜基地50周年特別塗装）現在は隣接する岐阜かかみがはら航空宇宙博物館に展示されている。
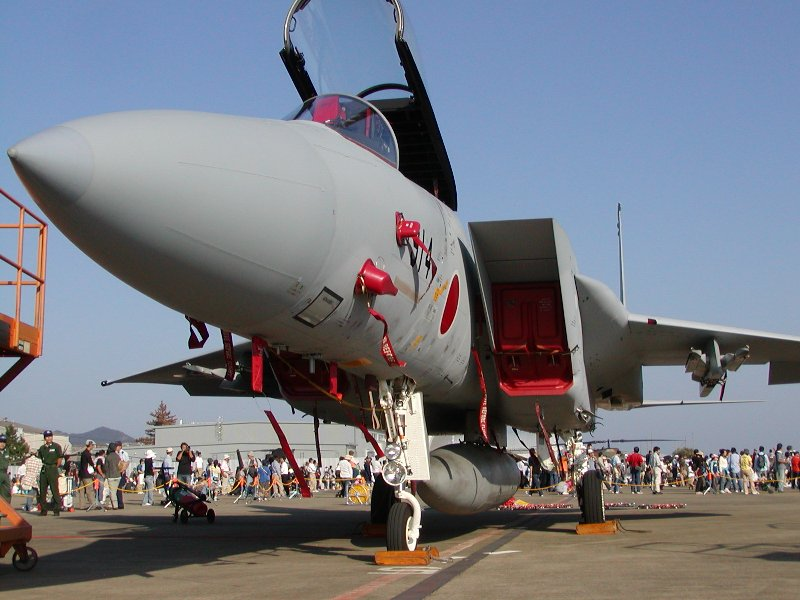
飛行開発実験団のF-15J
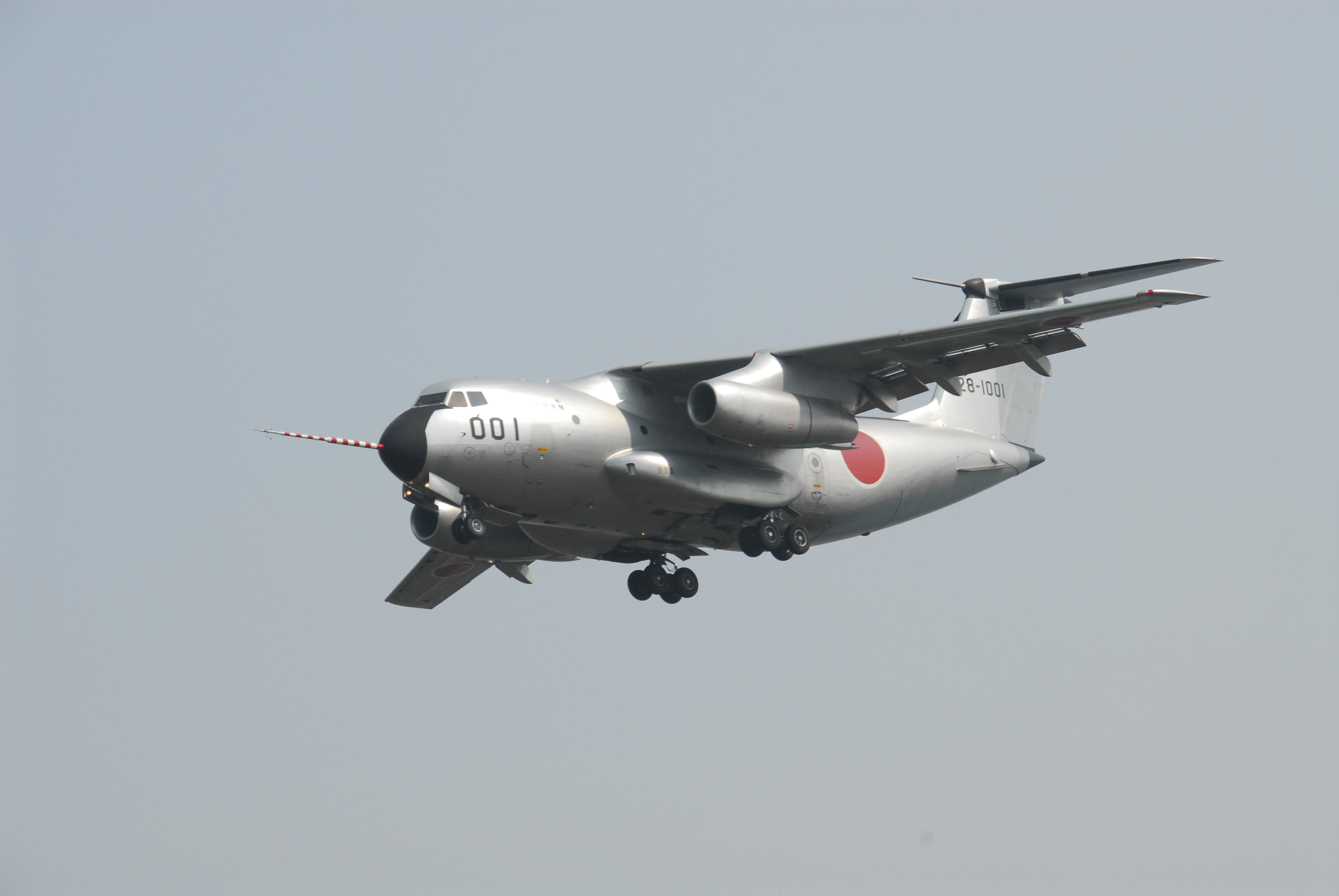
C-1の一号機は銀色
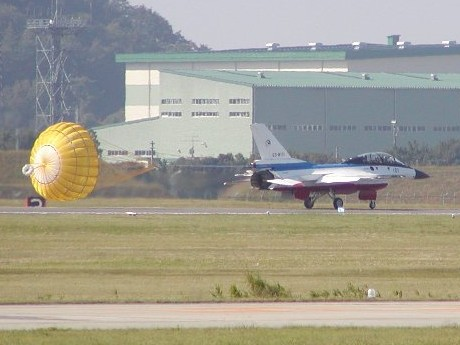
XF-2 #101、反対側の尾翼は赤である。
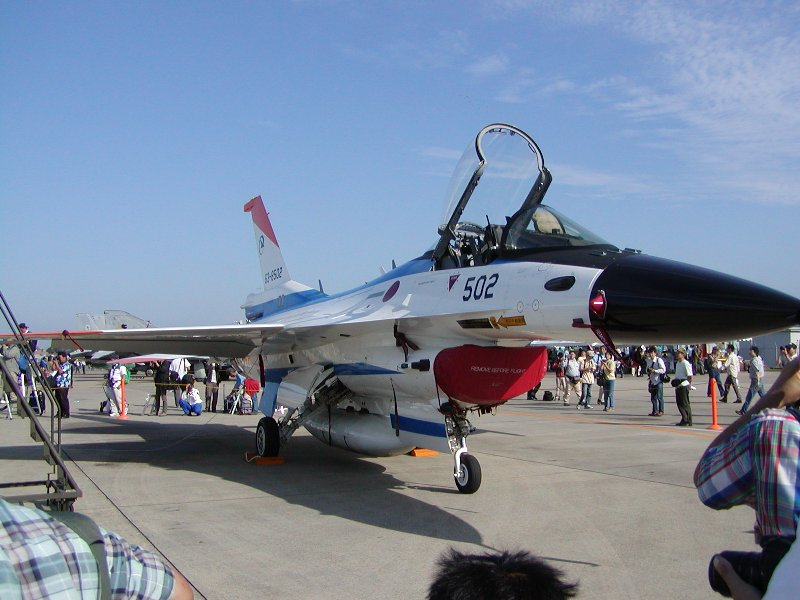
地上展示されたXF-2 #502

中部航空方面隊隷下
- 中部高射群
  - (指揮所運用隊)
  - (整備補給隊)
  - 第13高射隊
  - 第15高射隊

航空支援集団隷下
- （航空保安管制群）岐阜管制隊
- （航空気象群）岐阜気象隊

防衛大臣直轄部隊
- （航空警務隊）岐阜地方警務隊

自衛隊共同機関
- （自衛隊岐阜地方協力本部）
  - 岐阜基地分室

### 分屯基地
中部高射群隷下の部隊が所在する滋賀県高島市に饗庭野分屯基地や三重県津市に白山分屯基地を有する。

### 陸上自衛隊
基地に隣接した陸上自衛隊の分屯地に第6施設群第402施設中隊などが配置されている。

### 防衛省（外局）
防衛装備庁隷下
- 岐阜試験場（BK117）
  - 先進技術実証機試験隊（X-2）

### 防衛省（地方支分部局）
近畿中部防衛局隷下
- （東海防衛支局）
  - 岐阜防衛事務所（旧装備本部名古屋支部岐阜事務所）

### 地方自治体
- 岐阜県防災航空隊　消防防災ヘリコプター

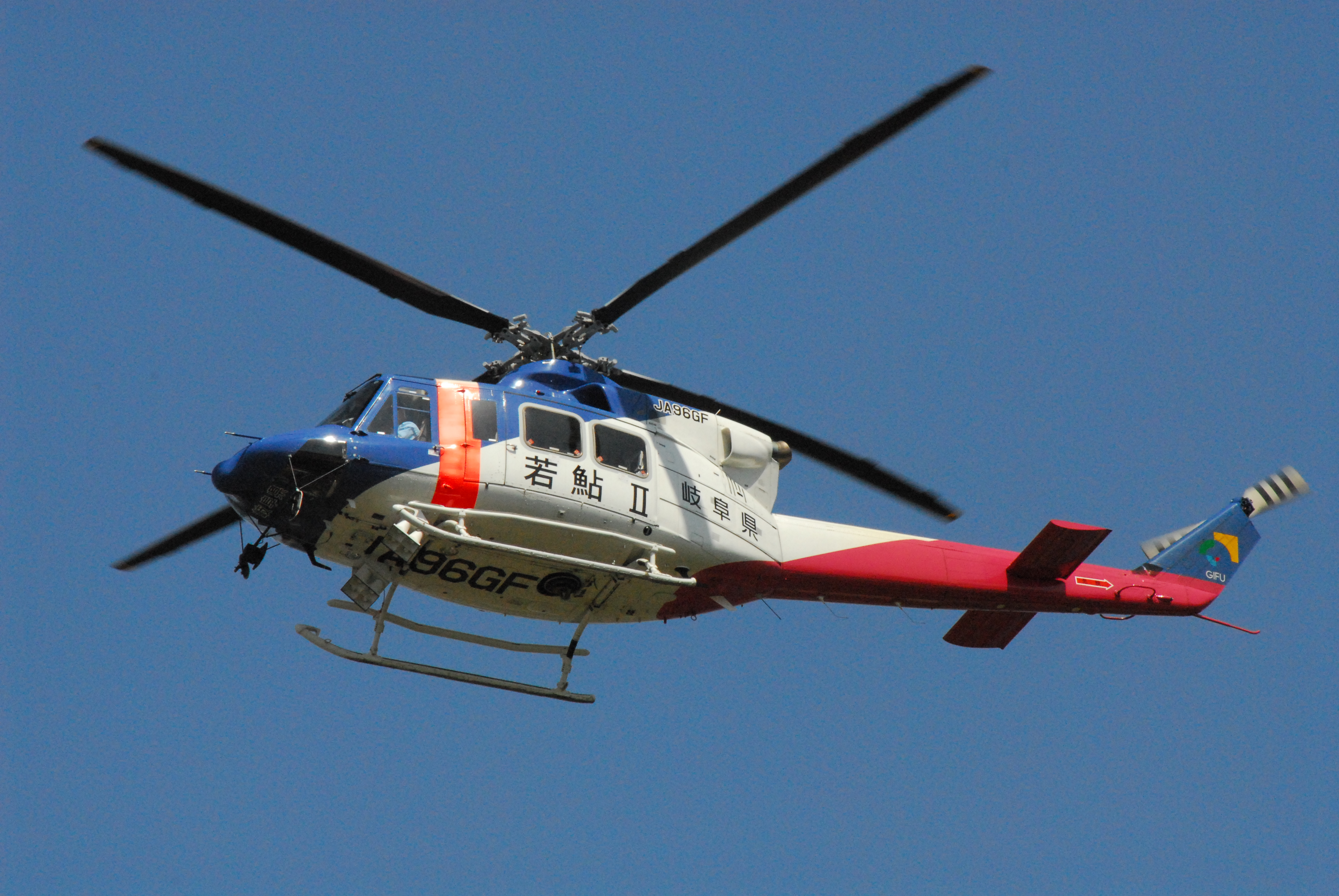
岐阜県防災ヘリコプター 若鮎Ⅱ号

  - BK117C-2「若鮎I」（JA6724） - 運航担当はセントラルヘリコプターサービス
  - ベル412EP「若鮎Ⅲ」（JA119V）
- 岐阜県警察航空隊
  - ベル412EP「らいちょう2号」（JA110G）

## 航空祭

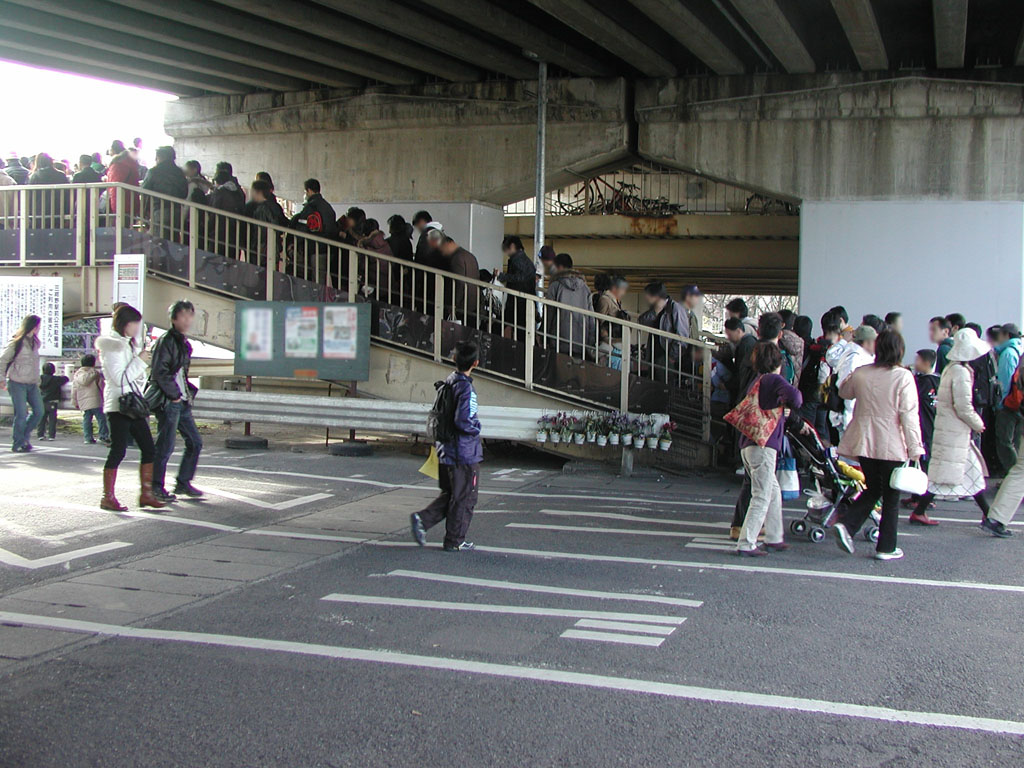
北門に近い三柿野駅側の歩道橋はイベント時にはこのように混雑する。

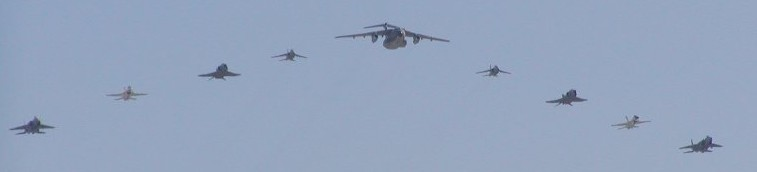
岐阜基地航空祭名物「異機種大編隊」

展示機等が有る北地区へは、名鉄各務原線 三柿野駅及び六軒駅やJR高山本線 蘇原駅から徒歩でアクセスが可能であるが、三柿野駅は駅の規模が小さい上に、駅から基地への歩道が狭く、時間帯によっては入場に支障を来す事がある。南地区と北地区の間は有料のシャトルバスが運行される。
航空祭当日は名鉄が快速特急・特急・ミュースカイ・急行などの新鵜沼行を三柿野まで臨時の延長運転や増発で対応している。2021年からは名鉄岐阜方面からの三柿野止まりの普通の犬山方面への臨時延長運転も行われている。名鉄より本数は少ないがJR東海も岐阜から蘇原まで臨時列車の増発や定期列車の増結で対応している（特急「ひだ」の臨時停車は行われない）。
車でのアクセスも多いため、愛知県側との最寄りの橋である愛岐大橋が混雑する。
エプロンが狭く、その割に人が多いため基地内は大変混雑する。少しでもエプロンを広く取るため、飛行展示を行う航空機はタキシーウェイ上で駐機する。しかし、それでも限界があるため、一部の機体は川崎重工業側のエプロンから離陸し、飛行展示を行う。

## 環境対応
「防衛施設周辺の生活環境の整備等に関する法律」での対応しており、岐阜飛行場でもこの法令に基づき定時で騒音測定している。また、住宅防音事業は住宅防音工事の対象区域（第一種区域）内に指定以前の1985年（昭和60年）3月18日から所在する住宅・居住用建物が助成対象であり、防衛省東海防衛支局が窓口となっている。東海防衛支局の航空機騒音測定地点は2013年（平成25年）度から改正で指定されている第一種区域の6箇所となっており、2016年（平成28年）度には屋外用マイクロホンを採用しているが、北西方面で隣接する岐阜市でも第一種区域外も含めた独自地点調査での結果を報告している。
周辺の教育機関の防音工事の際、各務原市の9校については空気調和設備も存在しなかった事から、各務原市立那加第三小学校・各務原市立陵南小学校・各務原市立稲羽西小学校の3校に対しては2014年（平成26年） - 2016年（平成28年）度での計画で防音対策をした際に空気調和設備を追加する事にした。2015年（平成27年度）に空気調和の設置事業費4億円の内、3億円を補助を行った。
また、法令に基づき、各務原市鵜沼朝日町地区の公園が乏しい事から、朝日憩いの広場緑地整備工事を2015年度に行った。朝日憩いの広場の整備により、緑地帯および騒音の緩衝帯として期待されると述べている。そして、基地東側の移転措置により、2009年（平成21年）10月17日に空いた土地に各務原市「生命（いのち）の森」植樹祭を実施していた。
また、高さ制限および「航空法に基づき飛行場周辺における物件等の制限及び無人航空機の飛行ルール」も各務原市内では設けられている。ただし、夜間飛行の実施については、厚木基地での「騒音被害は相当深刻」自衛隊機の夜間早朝（午後10時 - 翌午前6時）の飛行差し止めを東京高等裁判所での判決もあり、夜間飛行計画も2017年4月現在は午後5時30分 - 午後8時としている。
西に隣接する笠松町では、航空機による障害のために防災行政無線デジタル化更新事業において、2015年（平成27年）から2016年（平成28年）にかけての補助を行っている。笠松町側としては木曽川における洪水での避難情報の伝達が必要であるために防災行政無線を重視する声がある。

## 最寄り駅
- 名鉄各務原線 各務原市役所前駅下車、正門まで徒歩で約10分。
- 名鉄各務原線 三柿野駅下車、北門まで徒歩で約5分。
- 名鉄各務原線 六軒駅下車、新北門まで徒歩で約15分。
- JR高山本線 蘇原駅下車、新北門まで徒歩で約10分。